# قطعنامه ۴۴۹ شورای امنیت
قطعنامه ۴۴۹ شورای امنیت سازمان ملل متحد که در تاریخ ۳۰ مه ۱۹۷۹ تصویب شد، سندی بین‌المللی دربارهٔ اسرائیل-جمهوری عربی سوریه است. این قطعنامه طی نشست ۲٬۱۴۵ام با ۱۴ موافق، ۰ مخالف و ۰ ممتنع تصویب شد.